# 科科利切语
科科利切语是一种源自意大利语和西班牙语的混合语言，由阿根廷的意大利移民在1870至1970年间使用（特别是在大布宜诺斯艾利斯区域），其使用者还将该语言从大布宜诺斯艾利斯地区带到了罗萨里奥、拉普拉塔、蒙得維的亞等城市。有些音乐和影视作品中也收录了这种语言。在阿根廷、巴西、阿尔巴尼亚、巴拿马、加拿大魁北克省、乌拉圭、委内瑞拉、佛得角等很多地方都能发现科科利切语的踪迹。